# Рейдер (фильм)
«Рейдер» — художественный фильм по одноимённой книге Павла Астахова.
По сравнению с романом Павла Астахова сценарий фильма существенно сокращён, некоторые события трактуются иначе (в частности, изменены заказчики рейдерского захвата), а концовка полностью отличается от оригинальной.

## Сюжет
Подделка документов, подкуп судов и милиции, шантаж, угрозы, вымогательство — методы захвата перспективного предприятия. В эту рейдерскую атаку втянуты боевики, юристы, судьи, губернатор и олигархи. Противостоять им пытается адвокат Артём Павлов.
Рейдер Спирский занимается очередным захватом крупного предприятия. Павлов, узнав, что в осаждённом здании забаррикадировался его друг детства, берётся за дело. В процессе расследования он знакомится с девушкой Настей, благодаря которой узнаёт о реальных причинах захвата и о заказчиках.

## В ролях
- Егор Бероев — Артём Андреевич Павлов, адвокат
- Екатерина Вилкова — Настя
- Виктор Раков — Сергей Михайлович Колесов
- Кирилл Плетнёв — Александр Пахомов
- Виталий Хаев — Пётр Петрович Спирский
- Александр Сирин — Валерий Матвеевич Некрасов, губернатор
- Владимир Стеклов — Александр Иванович Батраков, директор НИИ
- Карина Андоленко — Маша
- Роман Полянский — Дима
- Андрей Межулис — Свечников, архитектор
- Сергей Угрюмов — Савелий Ильич Бугров, капитан милиции
- Валентина Талызина — Ольга Александровна Григорьева, судья
- Наталья Строцци — секретарь Григорьевой
- Вячеслав Разбегаев — Шамиль Саффиров
- Юрий Маслак — Мальков, директор пансионата
- Станислав Беляев — пристав
- Максим Важов — Кухаркин Леонид Васильевич
- Михаил Георгиу — Кравчук

## Съёмочная группа
- Автор сценария: Сергей Дяченко, при участии Марины Дяченко
- Режиссёр-постановщик: Всеволод Аравин
- Оператор-постановщик: Алексей Найдёнов
- Художник-постановщик: Илья Амурский
- Композитор: Сергей Чекрыжов
- Продюсеры:
  - Игорь Толстунов
  - Светлана Астахова